# Pierre Ragues

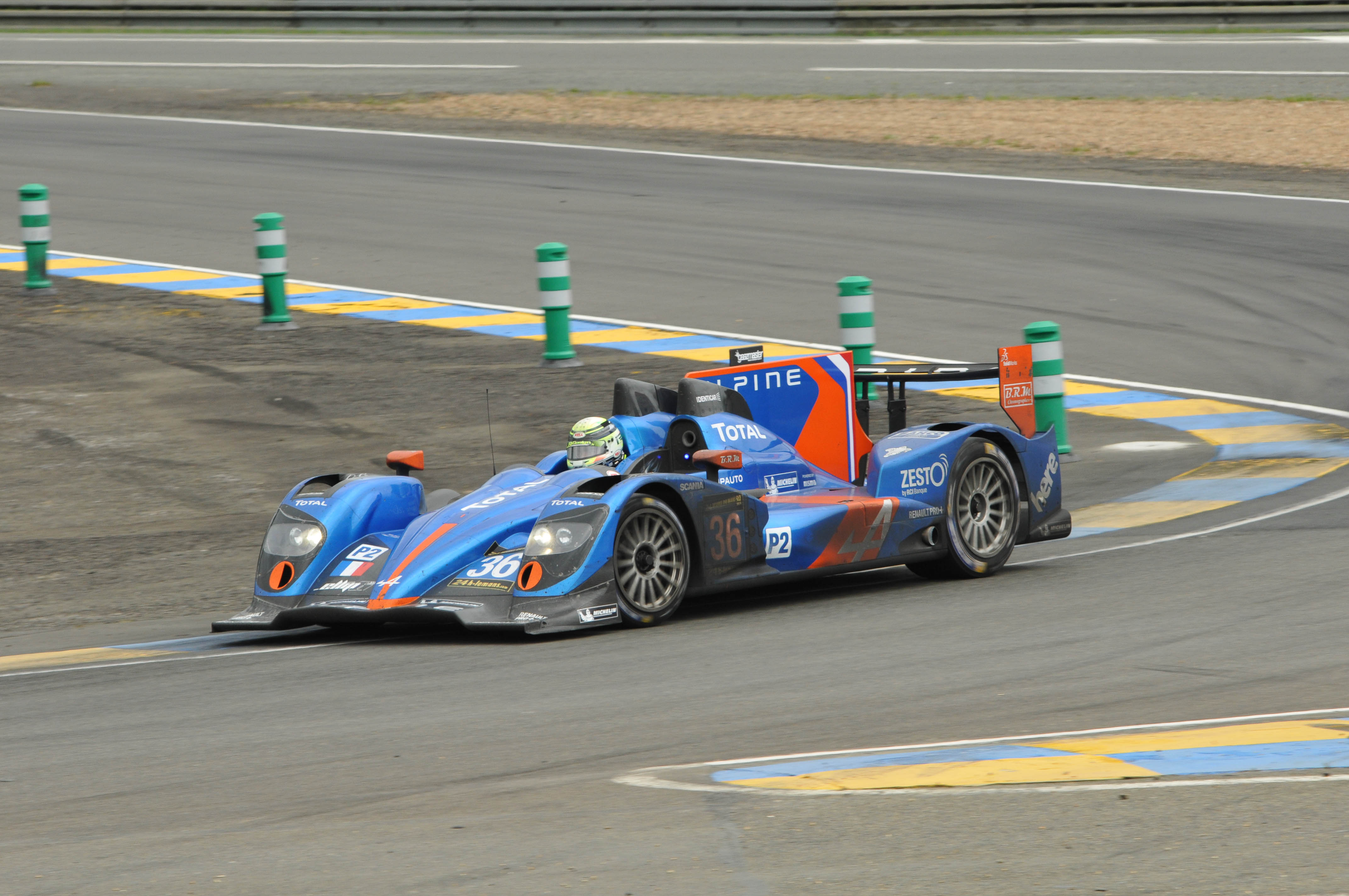
Ragues alla Le Mans 2013

Pierre Ragues (Caen, 10 gennaio 1984) è un pilota di rally e pilota automobilistico francese, vincitore del campionato Le Mans Series 2013 e del FIA R-GT Cup 2021.

## Risultati

### 24 Ore di Le Mans
| Anno | Team                    | Co-Piloti                             | Auto                      | Classe | Giri | Pos. | Classe Pos. |
| ---- | ----------------------- | ------------------------------------- | ------------------------- | ------ | ---- | ---- | ----------- |
| 2006 | Paul Belmondo Racing    | Claude-Yves Gosselin Karim Ojjeh      | Courage C65-Ford          | LMP2   | 84   | DNF  | DNF         |
| 2008 | Saulnier Racing         | Cheng Congfu Matthieu Lahaye          | Pescarolo 01-Judd         | LMP2   | 333  | 18°  | 3°          |
| 2009 | Signature-Plus          | Franck Mailleux Didier André          | Courage-Oreca LC70E-Judd  | LMP1   | 344  | 11°  | 10°         |
| 2010 | Signature-Plus          | Franck Mailleux Vanina Ickx           | Lola-Aston Martin B09/60  | LMP1   | 302  | DNF  | DNF         |
| 2011 | OAK Racing              | Guillaume Moreau Tiago Monteiro       | OAK Pescarolo 01 Evo-Judd | LMP1   | 80   | DNF  | DNF         |
| 2012 | Signatech-Nissan        | Nelson Panciatici Roman Rusinov       | Oreca 03-Nissan           | LMP2   | 351  | 10°  | 4°          |
| 2013 | Signatech-Alpine        | Nelson Panciatici Tristan Gommendy    | Alpine A450-Nissan        | LMP2   | 317  | 14°  | 8°          |
| 2014 | Larbre Compétition      | Keiko Ihara Ricky Taylor              | Morgan LMP2-Judd          | LMP2   | 341  | 14°  | 9°          |
| 2015 | Team SARD-Morand        | Oliver Webb Zoël Amberg               | Morgan LMP2 Evo-SARD      | LMP2   | 162  | DNF  | DNF         |
| 2016 | Larbre Compétition      | Jean-Philippe Belloc Yutaka Yamagishi | Chevrolet Corvette C7.R   | GTE Am | 316  | 37°  | 8°          |
| 2017 | Signatech Alpine Matmut | Nelson Panciatici André Negrão        | Alpine A470-Gibson        | LMP2   | 362  | 4°   | 3°          |
| 2019 | Duqueine Engineering    | Nico Jamin Romain Dumas               | Oreca 07-Gibson           | LMP2   | 363  | 12°  | 7°          |
| 2020 | Signatech Alpine Elf    | André Negrão Thomas Laurent           | Alpine A470-Gibson        | LMP2   | 367  | 8°   | 4°          |

### Mondiale rally

#### WRC
| 2020 | Scuderia | Vettura               |  |  |  |  |  |  |    |  |  |  |  |  |  |  |  |  | Punti | Pos. |
| ---- | -------- | --------------------- |  |  |  |  |  |  | -- |  |  |  |  |  |  |  |  |  | ----- | ---- |
| 2020 |          | Alpine A110 Rally RGT |  |  |  |  |  |  | 36 |  |  |  |  |  |  |  |  |  | 0     |      |

| 2021 | Scuderia | Vettura                                      |    |  |    |  |  |  |  |    |  |  |    |  |  |  |  |  | Punti | Pos. |
| ---- | -------- | -------------------------------------------- | -- |  | -- |  |  |  |  | -- |  |  | -- |  |  |  |  |  | ----- | ---- |
| 2021 |          | Alpine A110 Rally RGT Volkswagen Polo GTI R5 | 38 |  | 52 |  |  |  |  | 18 |  |  | 27 |  |  |  |  |  | 0     |      |

| 2022 | Scuderia        | Vettura                |    |  |    |  |  |  |  |  |  |  |  |  |  |  |  |  | Punti | Pos. |
| ---- | --------------- | ---------------------- | -- |  | -- |  |  |  |  |  |  |  |  |  |  |  |  |  | ----- | ---- |
| 2022 | Yacco ACCR Team | Volkswagen Polo GTI R5 | 54 |  | 26 |  |  |  |  |  |  |  |  |  |  |  |  |  | 0     |      |

| 2024 | Scuderia | Vettura               |  |  |  |  |  |  |  |    |  |  |  |  |  |  |  |  | Punti | Pos. |
| ---- | -------- | --------------------- |  |  |  |  |  |  |  | -- |  |  |  |  |  |  |  |  | ----- | ---- |
| 2024 |          | Škoda Fabia RS Rally2 |  |  |  |  |  |  |  | 31 |  |  |  |  |  |  |  |  | 0     |      |

| Legenda | 1º posto | 2º posto | 3º posto | A punti | Senza punti | Ritirato | Squalificato | NP=Non partito C=Gara cancellata | Apice=Power stage |

#### WRC-2
| 2022 | Scuderia        | Vettura                |    |  |    |  |  |  |  |  |  |  |  |  |  |  |  |  | Punti | Pos. |
| ---- | --------------- | ---------------------- | -- |  | -- |  |  |  |  |  |  |  |  |  |  |  |  |  | ----- | ---- |
| 2022 | Yacco ACCR Team | Volkswagen Polo GTI R5 | 16 |  | 16 |  |  |  |  |  |  |  |  |  |  |  |  |  | 0     |      |

| Legenda | 1º posto | 2º posto | 3º posto | A punti | Senza punti | Ritirato | Squalificato | NP=Non partito C=Gara cancellata | Apice=Power stage |

## Palmarès
- Le Mans Series: 1
2013 con Nelson Panciatici
- R-GT Cup: 1
2021 su Alpine A110[3]